# За все у відповіді (фільм, 1972)
Про радянський двосерійний художній телефільм 1978 року див. За все у відповіді
«За все у відповіді» — радянський художній фільм, знятий режисером Георгієм Натансоном на кіностудії «Мосфільм» в 1972 році. Екранізація п'єси Віктора Розова «Традиційний збір». Прем'єра фільму відбулася 15 січня 1973 року.

## Сюжет
Москва. Через 30 років після закінчення школи герої фільму збираються на традиційну зустріч випускників передвоєнного 1941 року. Вони згадують, як збиралися на цей вечір — вже зустрівшись, поговоривши, з'ясувавши, хто як жив ці роки. При зустрічі їм доводиться задуматися, ким ти став, або що ти за людина, як вони прожили цей відрізок часу, справдилися їхні мрії, чи можна що-небудь виправити…

## У ролях
- Ольга Яковлєва — Агнія Шабіна, журналістка, публіцистка
- Герман Журавльов — Сергій Усов
- Олександр Лазарев — Олександр Машков, фізик
- Віра Васильєва — Лідія Степанівна Бєлова, працівниця ощадкаси в Якутії
- Юрій Мажуга — Максим Петров, працівник автозаправки
- Всеволод Кузнецов — Павло Козін, завідувач торговою базою
- Ніна Дорошина — Ольга Носова, майстриня ткацької фабрики
- Микита Подгорний — Ілля Дмитрович Тараканов, член-кореспондент Академії педагогічних наук
- Інна Кондратьєва — Зоя Перевалова, заслужена артистка; до шлюбу — Коржикова
- Віктор Барков — Євген Пухов, вчитель
- Галина Попова — Валя Пухова, лікарка
- Валентина Сперантова — Єлизавета Федорівна Орлова, заслужена вчителька республіки
- Олексій Грибов — Василь Миколайович
- Михайло Яншин — Михайло Іванович
- Олег Єфремов — Олег Петрович Голованченко, начальник цеху ткацької фабрики
- Олексій Кузнецов — водій на автозаправці
- Геннадій Юхтін — Олексій Васильович Копилов, геолог в Якутії
- Борис Кордунов — Євдокимов, генерал-лейтенант
- Т. Садовська — Ліза, колега по службі Лідії
- Олег Відов — ведучий вечора випускників
- Олександр Воєводін — Пухов-молодший
- Світлана Моргунова — Світлана Михайлівна, телеведуча
- Тетяна Розова — Танюша, дівчинка з телеграмою
- Настя Валеріус — епізод
- Анна Павлова — вчителька (немає в титрах)
- Лев Фрічинський —  учасник зустрічі випускників (немає в титрах)
- Олександра Данилова —  учасниця зустрічі випускників (немає в титрах)
- Станіслав Міхін —  учасник зустрічі випускників (немає в титрах)
- Олег Мокшанцев —  учасник зустрічі випускників (немає в титрах)
- Надія Самсонова — учасниця зустрічі випускників (немає в титрах)
- Віктор Маркін — учасник зустрічі випускників (немає в титрах)
- Євген Гуров — учасник зустрічі випускників (немає в титрах)
- Володимир Протасенко — учасник зустрічі випускників (немає в титрах)
- Анатолій Соловйов — учасник зустрічі випускників (немає в титрах)
- Ігор Бєзяєв — учасник зустрічі випускників (немає в титрах)
- Олександр Титов — учасник зустрічі випускників (немає в титрах)
- Володимир Груднєв — учасник зустрічі випускників (немає в титрах)
- Зоя Василькова — учасниця зустрічі випускників (немає в титрах)
- Світлана Данильченко — учасниця зустрічі випускників (немає в титрах)
- Олена Богданова — учасниця зустрічі випускників (немає в титрах)
- Євген Дубасов — учасник зустрічі випускників (немає в титрах)
- Георгій Румянцев — учасник зустрічі випускників (немає в титрах)

## Знімальна група
- Режисер-постановник — Георгій Натансон
- Сценарист — Віктор Розов
- Головний оператор — Валерій Владимиров
- Художник-постановник — Петро Кисельов
- Режисер — Ігор Бітюков
- Композитор — Моїсей Вайнберг
- Звукооператор — С. Мінервін
- Костюми — Л. Кусакова
- Грим — Т. Юрченко
- Монтаж — К. Алєєва
- Оператор — М. Демуров
- Асистенти:
  - режисера — Є. Гальпольська
  - оператора — Л. Хромченко
  - художника — В. Сєргєєва, Л. Збруєв
- Редактори — Б. Кремнєв, Л. Рогальська
- Музичний редактор — Р. Лукіна
- Комбіновані зйомки:
  - оператор — І. Феліцин
  - художник — А. Клименко
- Текст пісень — М. Матусовский
- Диригент — Е. Хачатурян
- Директор — Наум Поляк